# Terranova (Gattung)
Terranova (von altgriechisch terra ‚Erde, Land‘ und nova ‚neu‘; der Gattungsname ist von Robert Falcon Scotts gleichnamigen Schiff abgeleitet) ist eine Gattung der Spulwürmer mit 26 Arten. Sie sind Parasiten bei Plattenkiemern und selten bei Krokodilen.

## Merkmale
Phocanema sind Anisakinae, bei denen die vordere Lippenregion mittig nahezu dreieckige Fortsätze zeigt, die in zwei undeutliche Lappen gegliedert sind. Die beiden Spicula sind gleich oder ungleich lang.

## Systematik
Hodda (2022) ordnet die Gattung in die Tribus Anisakini, Untertribus Anisakinii ein. Die Gattung enthält folgende Arten:
- Terranova aetoplatea (Luo, 2001) Li, Gibson & Zhang, 2016
- Terranova amoyensis Fang & Luo, 2006
- Terranova antarctica Leiper & Atkinson, 1914
- Terranova azarasi Yamaguti & Arima, 1972
- Terranova brevicapitata (Linton, 1901)
- Terranova caballeroi Barus & Coy Otero, 1966
- Terranova ceticola Deardorff & Overstreet, 1981
- Terranova chiloscyllii Johnston & Mawson, 1951
- Terranova circularis Linstow, 1907
- Terranova crocodili Taylor, 1924
- Terranova decipiens Krabbe, 1878
- Terranova fujianensis (Wang in Wang, Wang, Zhao, Yian & Wang, 1992)
- Terranova galeocerdonis (Thwaite, 1927)
- Terranova ginglymostomae Olsen
- Terranova incognita Moravec, 2000
- Terranova lanceolata (Molin, 1860)
- Terranova nidifex Linton, 1901
- Terranova pectinolabiata Shamsi, Barton & Xhu, 2019
- Terranova pristis Baylis & Daubney, 1922
- Terranova ranae (Wang & Wang, 1989)
- Terranova rochalimai (Pereira, 1935)
- Terranova scoliodontis Baylis, 1931
- Terranova secundum (Chandler, 1935)
- Terranova serrata Drasche, 1884
- Terranova trichiuri (Chandler, 1935)